# Dolina Środkowej Wietcisy
Dolina Środkowej Wietcisy este o arie protejată (sit de importanță comunitară — SCI) din Polonia întinsă pe o suprafață de 430,88 ha, integral pe uscat.

## Localizare
Centrul sitului Dolina Środkowej Wietcisy este situat la coordonatele 54°07′49″N 18°13′48″E / 54.1302°N 18.2299°E.

## Înființare
Situl Dolina Środkowej Wietcisy a fost declarat sit de importanță comunitară în aprilie 2004 pentru a proteja un număr necunoscut de specii din flora spontană și fauna sălbatică aflate în arealul zonei.

## Biodiversitate
Situată în ecoregiunea continentală, aria protejată conține 6 habitate naturale: Pajiști cu Molinia pe soluri calcaroase, turboase sau argilos-nămoloase (Molinion caeruleae), Mlaștini turboase de tranziție și turbării mișcătoare, Izvoare petrifiante cu formare de travertin (Cratoneurion), Mlaștini alcaline, Păduri de stejar sau de stejar și carpen sub-atlantice și medio-europene de Carpinion betuli, Păduri aluvionare cu Alnus glutinosa și Fraxinus excelsior (Alno-Padion, Alnion incanae, Salicion albae).
La baza desemnării sitului se află un număr nedeclarat de specii protejate.